# Gryposaurus
Gryposaurus (có nghĩa là "thằn lằn mũi móc" (tiếng Hy Lạp grypos)) đôi khi được dịch không chính xác là "thằn lằn griffin (tiếng La tính gryphus)" là một chi khủng long mỏ vịt sống vào khoảng 83 đến 75,5 triệu năm trước, vào kỷ Creta muộn tại Bắc Mỹ.
Gryposaurus và Kritosaurus từng bị cho là đồng nghĩa vì ngoại hình giống nhau. Nó được biết đến từ nhiều hộp sọ, vài bộ xương và thậm chí vài vết da cho thấy nó có vảy hình chóp nhô ra ở đường giữa cổ. Nó dễ nhận biết bởi bướu mũi hình cung, đuôi mô tả là giống "mũi Roman" và bướu mũi này có thể được dùng để hấp dẫn giới tính, và/hay để đánh nhau với đồng loại. Nó dài 9 mét (30 ft), và có lẽ sống ở môi trường sông.

## Các loài
Một số loài sau đây được các nhà khoa học ghi nhận thuộc chi Gryposaurus như:
- Gryposaurus notabilis Lambe, 1914 (type)
- Gryposaurus latidens Horner, 1992
- Gryposaurus monumentensis Gates & Sampson, 2007